# Д’Отон, Жан
Жан д’Отон (фр. Jean d'Auton или Jehan d'Authon, также  d'Autun или Danton; 1466 — январь 1528) — французский хронист и поэт, монах-бенедиктинец и представитель школы «Великих риториков», придворный историограф и летописец Итальянских войн, автор «Хроник Людовика XII» (фр. Croniques de Louis XII).

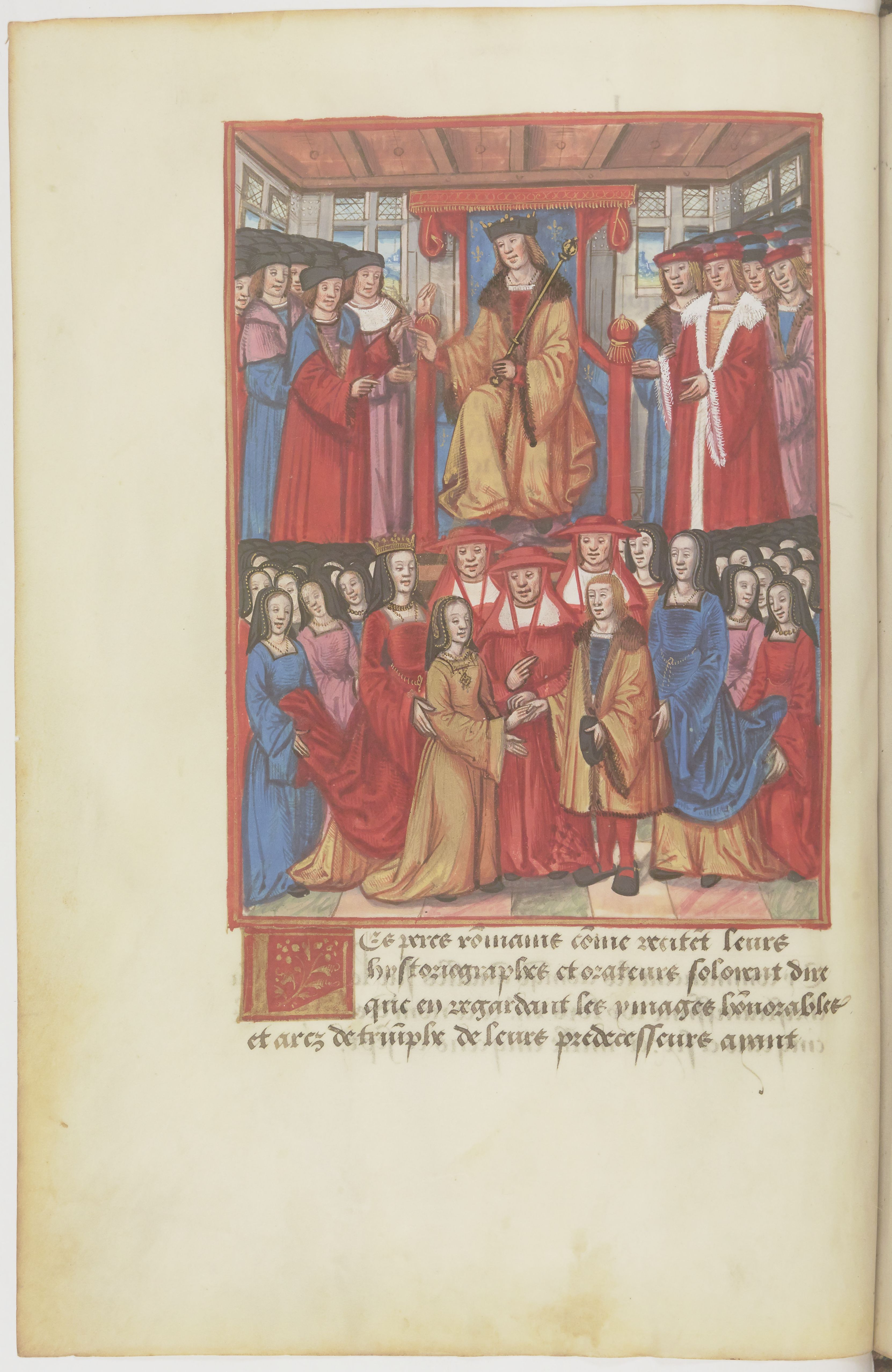
Помолвка Франциска I с Клод Французской. Миниатюра Гийома II Леруа из рукописи «Хроник Людовика XII» Жана д’Отона (1507)

## Биография

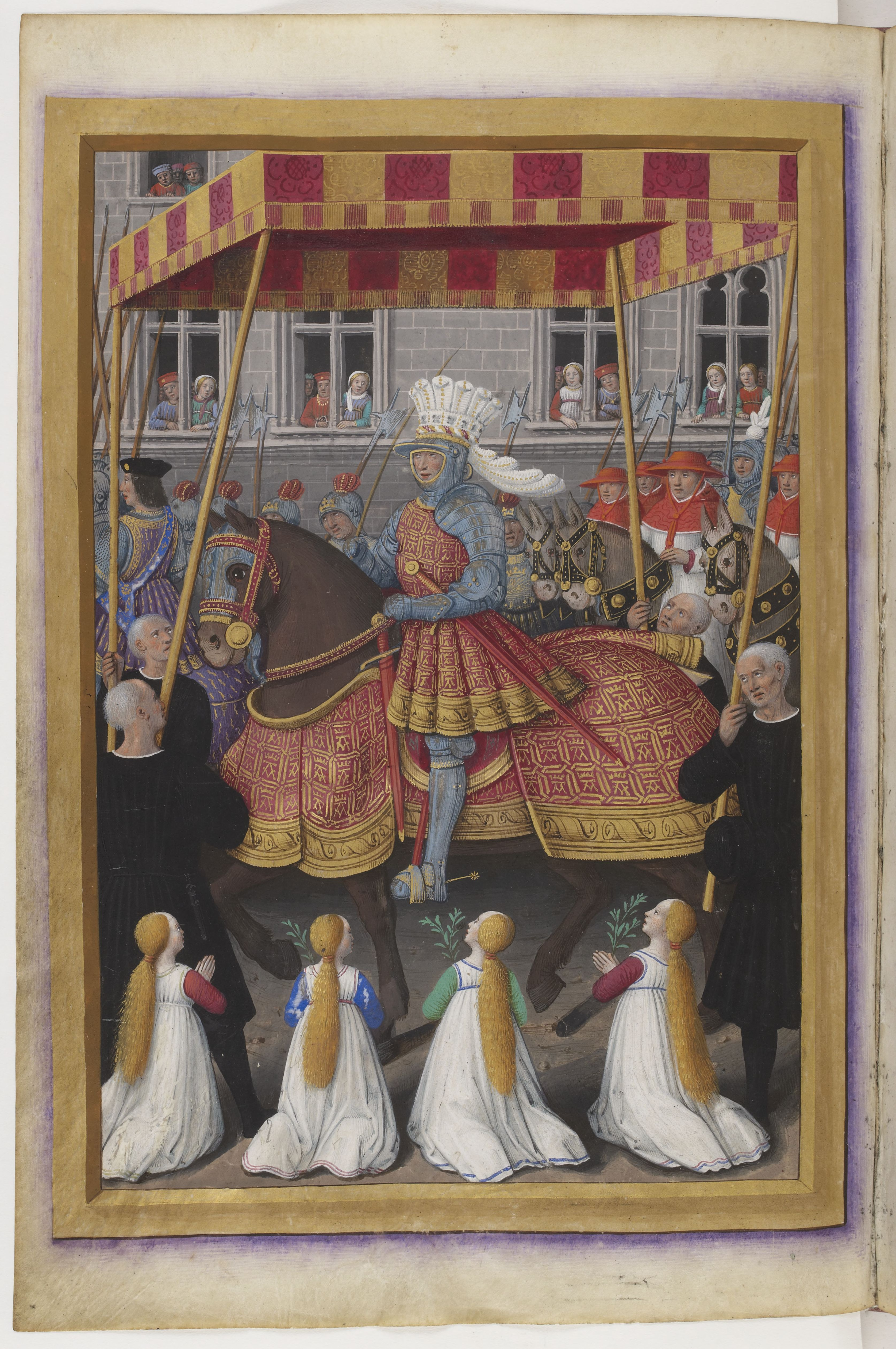
Торжественный въезд Людовика XII в Геную в 1507 г. Миниатюра Жана Бурдишона из «Путешествия в Геную» Жана Маро (1508)

Место рождения точно не установлено, историк и генеалог XVII века Ги Аллар в «Библиотеке Дофине» (фр. Bibliothèque de Dauphinè, 1680) утверждал, что он родился в Борепере, учёный литератор первой пол. XVIII столетия аббат Гуже в «Библиотеке Франции» называл его уроженцем Пуатье, а младший современник последнего историк и правовед Дрю дю Радье в «Исторической библиотеке Пуату» (фр. Bibliothèque historique et critique du Poitou, 1754) считал его выходцем из Сентонжа. Наиболее вероятным представляется, что он родился в Пуату в г. Отоне, относившемся ранее к провинции Сентонж (совр. регион Пуату — Шаранта). 
Скудные биографические данные можно извлечь из обширной эпитафии, принадлежащей его другу поэту Жану Бюше (1476—1557), а также отрывочных указаний в его собственных сочинениях. Вероятно, он был выходцем из знатной семьи, и рано принял монашеский постриг в одном из монастырей ордена бенедиктинцев, а не августинцев, как ошибочно считалось ранее. 
Получив духовное образование, он рано проявил себя на поэтическом поприще, обратив на себя внимание просвещённой герцогини Анны Бретонской, 8 января 1499 года вступившей в брак с королём Франции Людовиком XII. Не вызывает сомнений, что именно образованная королева, покровительствовавшая учёным и поэтам, рекомендовала венценосному супругу талантливого клирика, ставшего вскоре придворным капелланом, а затем и королевским историографом. 
Другим влиятельным лицом, знакомство с которым, возможно, обеспечило д’Отону поддержку при дворе, мог быть известный филолог и переводчик Гийом Бюде, бывший в 1490-х гг. членом государственного совета и секретарём короля Карла VIII.
Начиная с 1499 года и по 1507 год включительно, наблюдательный д’Отон сопровождал Людовика почти во всех его походах, став очевидцем многих исторических событий и получив доступ к документам королевской канцелярии. Помимо солидного денежного содержания и единовременного вознаграждения в 120 ливров, он получил от короля в награду доходы с бенедиктинского монастыря Сент-Круа в Англь-сюр-л’Англен в Пуату, а также приората в Клермон-Лодев в Окситании, получив право носить титул аббата д’Англе (фр. l’abbé d’Angles).
После смерти Людовика XII в 1515 году д’Отон удалился в аббатство Сент-Круа в Англь-сюр-л’Англен, где вёл уединённую монашескую жизнь. В январе 1528 года, в возрасте неполных 62 лет, он скончался в своей обители, где и был похоронен.

## Сочинения
В его охватывающих 1499—1508 годы «Хрониках Людовика XII» (фр. Croniques de Louis XII), составленных около 1509 года в перемежаемой стихотворными вставками прозе на выразительном и доступном французском языке, традиционно выделяются три части: «Завоевание Милана» (фр. Conqueste de Milan, 1499), «Хроника короля Людовика XII» (фр. Chronique du Roy Louis XII, 1500) и «Французская хроника» (фр. Chronique de France, 1501—1508).
В предисловии д’Отон следующим образом обозначил свои намерения: «Учитывая, что в служении общему делу меч мне запрещен и находится в иных руках, хочу, чтобы, поскольку не могу помочь им (французам) с оружием в руках, чернилами на бумаге властью моей мысли оказать им поддержку». Своё произведение, по его словам, он создал не столько с целью прославить короля, сколько «увековечить блестящее зрелище достохвального труда достойных почести людей (французских рыцарей), чтобы их благие деяния послужили им самим во славу и стали бы примером, указующим путь чести для тех, кто пожелает следовать доблести». 
В хрониках д’Отона подробно описываются не только военные и политические события времён Второй итальянской войны (1499—1504), но и дипломатические и придворные интриги, а также приводятся ценные историко-бытовые, генеалогические и военно-технические детали. В качестве источников д’Отон, помимо личных наблюдений, использовал не только устные рассказы, но и письменные отчёты участников похода. Так, сведения об артиллерии, применявшейся французами при осаде Генуи в 1507 году, он получил, по его собственным словам, в письменной форме от самого командующего ею Поля де Бенсерада, а также казначея, прево и четырёх комиссаров.
В центре внимания хрониста лежат подробности подготовки похода Людовика в Италию, включая состав французской армии, её вооружение и оснащение, а также обстоятельства Миланской и Неаполитанской её кампаний, в том числе исторические сражения при Новаре (1500), а также при Семинаре, при Чериньоле и при Гарильяно (1503). 
Подробно перечисляются имена командующих войсками и известных рыцарей, приводятся подробности деятельности известных военачальников вроде Луи де ла Тремуйля, Луи д’Арманьяка, Гастона де Фуа, Беро Стюарта д’Обиньи, маркграфа Салуццо Лодовико II и др.
Описываются подвиги легендарного французского рыцаря и полководца Пьера де Баярда, включая его поединок с испанским грандом Алонсо де Сото-Майором, участие в защите моста через реку Гарильяно в ходе битвы при Гарильяно 23 декабря 1503 года, а также подробности знаменитого вызова при Барлетте 13 февраля того же года, когда 13 итальянских рыцарей одержали верх над 13 рыцарями французскими.
Излагаются обстоятельства переговоров короля Людовика с сеньорами Мантуи и Монферрата, герцогами Урбино и Феррары в палаццо Малабайя в Асти в 1502 и 1507 годах, предпосылки заключения и условия Гранадского (1500) и Блуаского (1504) договоров с Фердинандом Арагонским, Трентского (1501) договора с императором Максимилианом I, детали неудачной морской экспедиции французского флота в союзе с венецианцами на принадлежавший туркам остров Митилену (1501), а также подробности походов французского короля на Геную (1507) и на Венецию (весна 1509 г.). Заслуживает внимания красочное описание хронистом повседневного быта и обычаев генуэзцев, внешности, манер, украшений и нарядов их женщин, городского устройства и архитектуры города, широких торговых связей, внушительного флота и военно-морского могущества Республики Св. Георгия.
Будучи придворным летописцем, а не историком-гуманистом нового типа, стремящимся, подобно Франческо Гвиччардини, к глубокому анализу причин и следствий рассматриваемых событий, он не всегда объективен в своих оценках, не говоря уже о явном отсутствии военного и дипломатического опыта, которым обладал, например, его старший современник-мемуарист Филипп де Коммин.
Вместе с тем, его подробное и насыщенное фактами сочинение незаменимо для современного исследователя итальянских войн как свидетельство непосредственного их участника-некомбатанта, основательно дополненное записями устных бесед и ценными историческими документами.
Хроника Жана д’Отона сохранилась в трёх рукописях из собраний Национальной библиотеки Франции (MS 9700, 9701, 8421). Первое неполное её издание выпущено было в 1615 году в Париже историком и дипломатом Теодором Годфруа в типографии Авраама Пакарда, по рукописи из Королевской библиотеки (ныне Национальная библиотека Франции), и в 1620 году там же переиздано. Полностью хроника была опубликована в 1834—1835 годах в четырёх томах в Париже историком-любителем и библиофилом Полем Лакруа (Жакобом). Комментированное научное издание её подготовлено было в 1889—1895 году в пяти томах историком-медиевистом Рене де Молд Ла Клавьером для «Общества истории Франции».
Из остальных произведений д’Отона заслуживают внимания:
- Вольные переводы из «Метаморфоз» Овидия[13], дошедшие до нас в составе рукописного сборника первой пол. XVI века из Национальной библиотеки Франции (MS 7899).
- «Трактат о поражении при Гарильяно» (фр. Traité sur le défaut du Garrillant, 1505), в котором, помимо обстоятельств самой исторической битвы, он касается темы Святого Грааля.
- Поэма «Низвержение генуэзской гордыни» (фр. L'exil de Genes la superbe, 1508), посвященная победе французской короны над Генуей. Сохранилась в двух манускриптах XVI века из Национальной библиотеки Франции и Ватиканской апостольской библиотеки[18].
- Поэтические послания, опубликованные в 1509 году в Париже в приложениях к сборникам стихов Жана Бюше «Рыцарь без упрёка» (фр. Chevalier sans Reproche) и «Лабиринты Фортуны» (фр. Labyrinthe de Fortune)[11].
- Прозаическое «Послание королю о доблестном герое Гекторе» (фр. L'epistre du preux Hector au Roy)[18].

Удостоенная неоднократных похвал со стороны современников, безыскусная поэзия д’Отона не была должным образом оценена придирчивыми критиками и пристрастными литературоведами нового времени, нелестно отзывавшимися даже о творчестве его друга Жана Бюше, назвавшего своего учителя «великим оратором, как в прозе, так и в ритмической поэзии» (фр. Grant orateur tant en prose qu'en rithme).

## Издания
- Chroniques de Jean d'Auton publiées pour la première fois en entier d'après les manuscrits de la Bibliothèque du roi avec une notice et des notes par Paul L. Jacob. — Tomes 1—4. — Paris: Silvestre, 1834—1835. — (Chroniques, mémoires et documents de l'histoire de France. Seizième siècle).
- Louis XII et Philippe le Beau, la conquête et la perte de Naples, 1501—1504. Extraits de Jean d'Auton, du Loyal Serviteur, de Claude de Seyssel, de Saint-Gelais, etc., publiés par B. Zeller. — Paris: Hachette, 1889. — 187 p. — (L'histoire de France racontée par les contemporains).
- Jehan d'Auton. Chroniques de Louis XI, èd. publ. pour la Société de l'histoire de France par R. de Maulde La Clavière. — Tomes 1—5. — Paris: H. Laurens; Renouard, 1889—1895.